# Hylophilus hypoxanthus
Hylophilus hypoxanthus е вид птица от семейство Vireonidae.

## Разпространение
Видът е разпространен в Боливия, Бразилия, Венецуела, Еквадор, Колумбия и Перу.